# Kalix

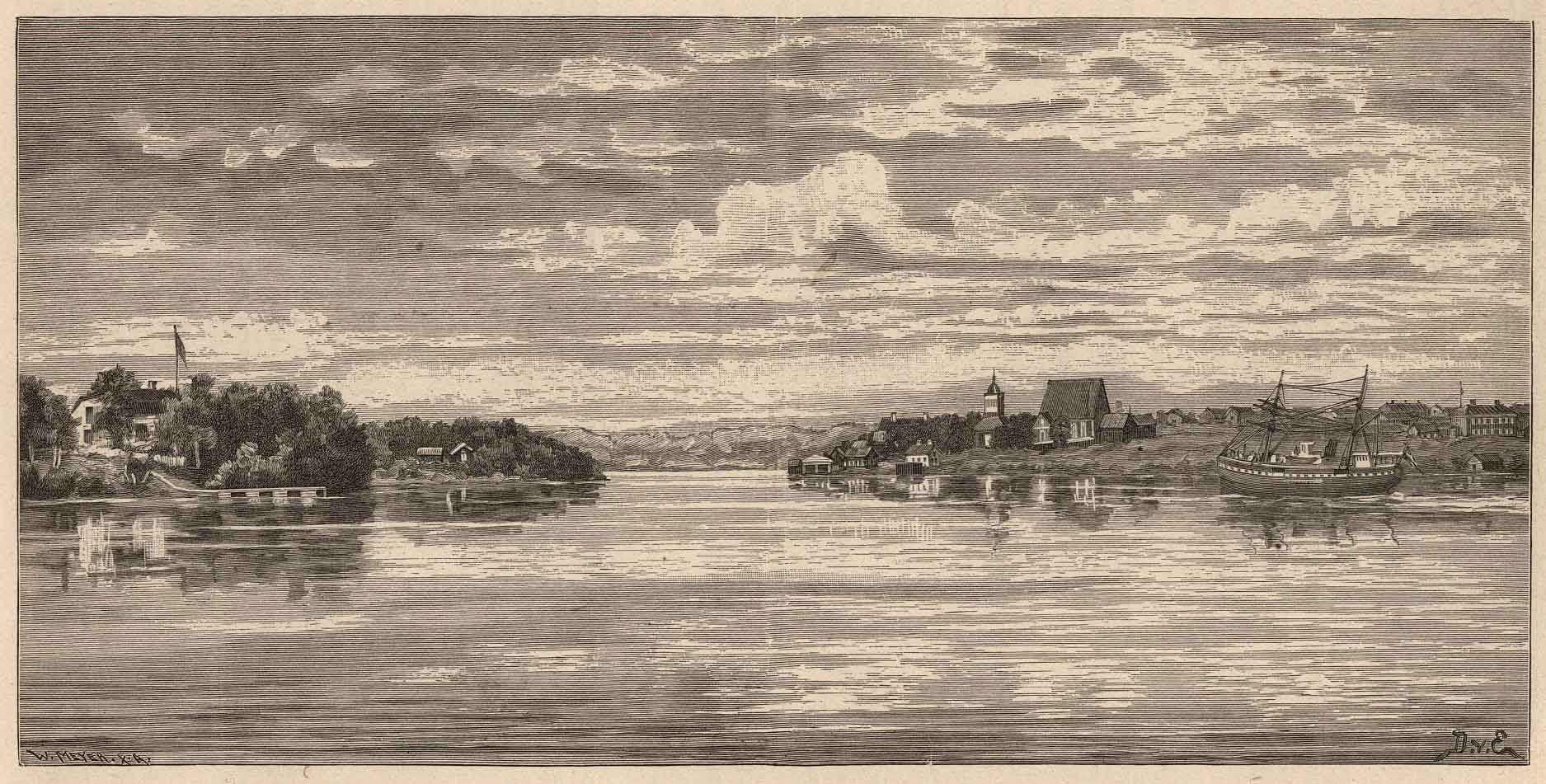
Nederkalix, träsnitt från 1888 efter målning av Didrik von Essen

Kalix (i äldre litteratur Calix, på finska och meänkieli Kainuu) är centralort i Kalix kommun. Något fler än hälften av kommunens 15 790 invånare (2021) bor i tätorten.

## Ortsnamnet
Kalix har fått sitt namn från Kalixälven. Älvnamnet är en försvenskning av det nordsamiska namnet Gáláseatnu vars förled antingen innehåller gállit, 'vada' eller gálus, 'sval'. Efterledet eatnu betyder "(stor) älv". I äldre skrift, till exempel på Carta marina, heter det Chalis, som har utvecklats till Kölis på dagens kalixmål.
På finska heter Kalix Kainuu, på meänkieli Kainus och på lulesamiska Gájnaj. Orten är dock traditionellt svenskspråkig (kalixmål). Språk som finska, meänkieli och lule- och nordsamiska talas även i området, dock som minoritetsspråk.

## Historik
Kalix var och är kyrkby i Kalix socken som omtalas för första gången 1482. Omkring 1660 började man bryta och bearbeta malm, och man anlade Kalix kopparbruk vid Moån söder om Bodträsk. Under 1700-talet var skeppsbyggeri en stor näring i Kalix. 1732 och 1749 besökte Carl von Linné och Lars Montin Kalix marknad. Man startade Björkfors bruk under 1700-talets slut och järnbruket i Törefors 1801. Kalix drabbades hårt av kriget 1808–1809. Det som är känt som kapitulationen i Kalix från tiden skrevs egentligen i Säivis och Månsbyn.
Under 1800-talet växte Kalix med bosättning av hantverkare och köpmän. Under 1930- och 1940-talen moderniserades orten, och 1970- och 1980-talen innebar en utökning av skolor och daghem. Som ett resultat av olika kommunala satsningar utsågs Kalix 2002 till Sveriges första IT-kommun.

Efter kommunreformen 1862 ingick Kalix i Nederkalix landskommun. I denna inrättades den 8 april 1910 Kalix municipalsamhälle, vilket upplöstes 31 december 1962.

### Äldre foton och museiföremål
Det finns en hel del historiska foton bevarade från orten från 1860-talet och framåt i Kalix kommuns bildarkiv. Kommunen har även en del äldre föremål bevarade som senast visades upp under åren 2012-2014 i det dåvarande Kalixrummet på Folkets hus. En förening som arbetar med att visa upp Kalix historia är bland andra Kalixbygdens Forskarförening genom föreläsningar och resor, och även genom deras tidning KalixforskarNytt som behandlar lokala historieinslag och släktforskning.

### Bränder i Kalix
Kalix har några gånger drabbats av eldsvådor. År 1595 brann det i kyrkan och utsmyckningar och väggmålningar förstördes. År 1809 var det Nederkalix kyrkstad som brann, hela 142 kyrkstugor påstås ha brunnit ner, och först 1811 ska nya kyrkstugor ha uppförts. År 1933 brann det i Åke Larsons järnhandel, och hela byggnaden förstördes, dock byggdes en ny affär upp ganska fort på samma plats. År 1966 brann Kalix första kommunalhus upp, samma år som det nya nuvarande kommunhuset togs i bruk. Lindvalls fastighet mittemot var också nära att brinna, men klarade sig med brännskadad fasad. När Lindvalls fastighet senare revs i slutet av 2010-talet syntes den brännskadade fasaden igen under rivningstiden. År 1968 brann en gymnastikhall upp som användes av Samrealskolan.
I modernare tid har det varit en brand i kommunens sporthall, SportCity, år 2012 som enligt insatschefen var minuter från att bli övertänd. I augusti 2019 brann den anrika klädbutiken Götamagasinet ner, som året innan hade firat 100-årsjubileum och var en av några få butiker som funnits i över 100 år i Kalix.

### Kungliga besök i Kalix
Kung Oscar II besökte Kalix i januari 1889. Det var då 20 grader kallt. Programmet innefattade slädfärd och underhållning och fest. År 1952 var Gustaf VI Adolf i Kalix. Augusti 1980 var Kung Carl Gustaf och Drottning Silvia på sin eriksgata i Kalix.
År 2000 invigdes statyn "Mästerlotsen" föreställande lotsen Karl Olov Bäckström (1859–1939) vid Kalix kyrka där drottning Silvia medverkade. Statyn stod tidigare i Bredviken från år 1989. Kung Carl Gustaf var också i Kalix i september 2000 där han bland annat var på konferensen Electroposium. Han besökte även Filipsborgs herrgård.
I mars 2019 var kronprinsessan Victoria på sin landskapsvandring i Norrbotten och den 20 mars besökte hon Kalix. Besöket började vid Filipsborgs herrgård och färden gick senare vidare på skidor ut till Kalix vinterland, och till ön Vassholmen där det bjöds på mat.

### Andra större besök
År 1985 var statsminister Olof Palme i Kalix, där han bland annat gick i första maj-tåget med dåvarande kommunalrådet Bengt Söderholm.

### Befolkningsutveckling
| Befolkningsutvecklingen i Kalix 1950–2020                                      | Befolkningsutvecklingen i Kalix 1950–2020 | Befolkningsutvecklingen i Kalix 1950–2020 | Befolkningsutvecklingen i Kalix 1950–2020 | Befolkningsutvecklingen i Kalix 1950–2020 |
| ------------------------------------------------------------------------------ | ----------------------------------------- | ----------------------------------------- | ----------------------------------------- | ----------------------------------------- |
|                                                                                |                                           |                                           |                                           |                                           |
| År                                                                             |                                           |                                           | Folkmängd                                 | Areal (ha)                                |
| 1950                                                                           | 1950                                      |                                           | 3 005                                     | ##                                        |
| 1960                                                                           | 1960                                      |                                           | 4 234                                     |                                           |
| 1965                                                                           | 1965                                      |                                           | 4 997                                     |                                           |
| 1970                                                                           | 1970                                      |                                           | 6 539                                     |                                           |
| 1975                                                                           | 1975                                      |                                           | 7 668                                     |                                           |
| 1980                                                                           | 1980                                      |                                           | 8 050                                     |                                           |
| 1990                                                                           | 1990                                      |                                           | 7 652                                     | 729                                       |
| 1995                                                                           | 1995                                      |                                           | 7 670                                     | 737                                       |
| 2000                                                                           | 2000                                      |                                           | 7 323                                     | 737                                       |
| 2005                                                                           | 2005                                      |                                           | 7 312                                     | 737                                       |
| 2010                                                                           | 2010                                      |                                           | 7 299                                     | 757                                       |
| 2015                                                                           | 2015                                      |                                           | 7 495                                     | 662                                       |
| 2020                                                                           | 2020                                      |                                           | 8 393                                     | 890                                       |
| Anm.: Rolfs ingår sedan 2018 ## Som tätort/befolkningsagglomeration 1920–1950. |                                           |                                           |                                           |                                           |

## Stadsbild
Ortens största sevärdhet är den senmedeltida stenkyrkan, Nederkalix kyrka, som är Sveriges nordligaste medeltidskyrka. Kalix centrum, tidigare präglat av idyllisk trähusbebyggelse och med stadsplan av den kände arkitekten Per Olof Hallman, har sedan 1960-talet genomgått en stor omvandling. Då byggdes busstationen, varuhusen Tempo och Domus, kommunhuset med mera, och E4:an byggdes genom Kalix. Senare på 2000-talet byggdes Chalis City (f.d Tempo) om till Galleria Kalix, och områdena vid Strandängarna har utvecklats. Köpmannagatan var länge den största butiksgatan i Kalix, men handeln har mer förflyttats ner mot Strandgatan efter gallerians tillkomst.
Englundsgården är en bevarad storbondgård som blivit museum.

## Bildgalleri

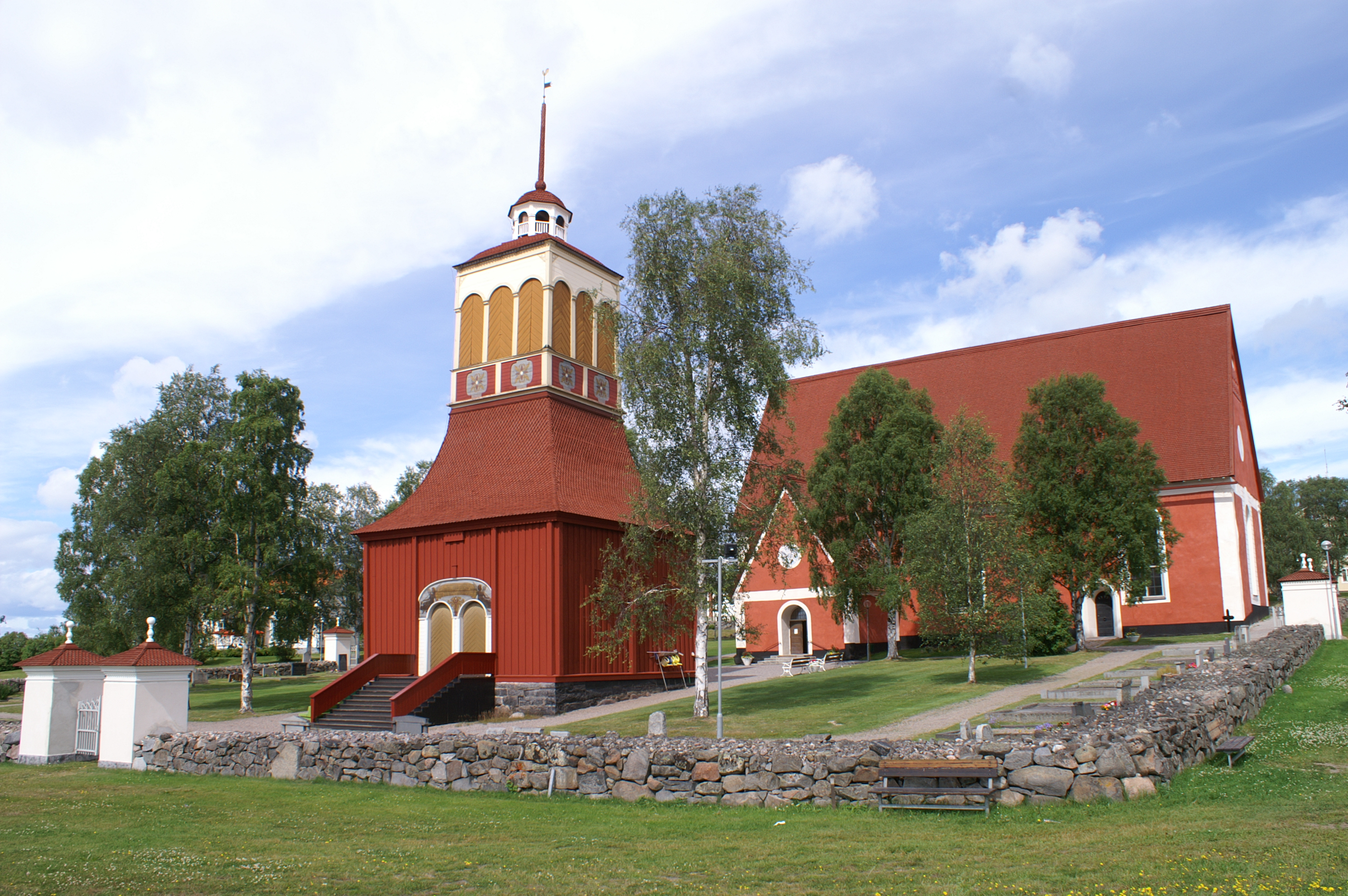
Kalix kyrka passeras när man kommer in mot samhället.
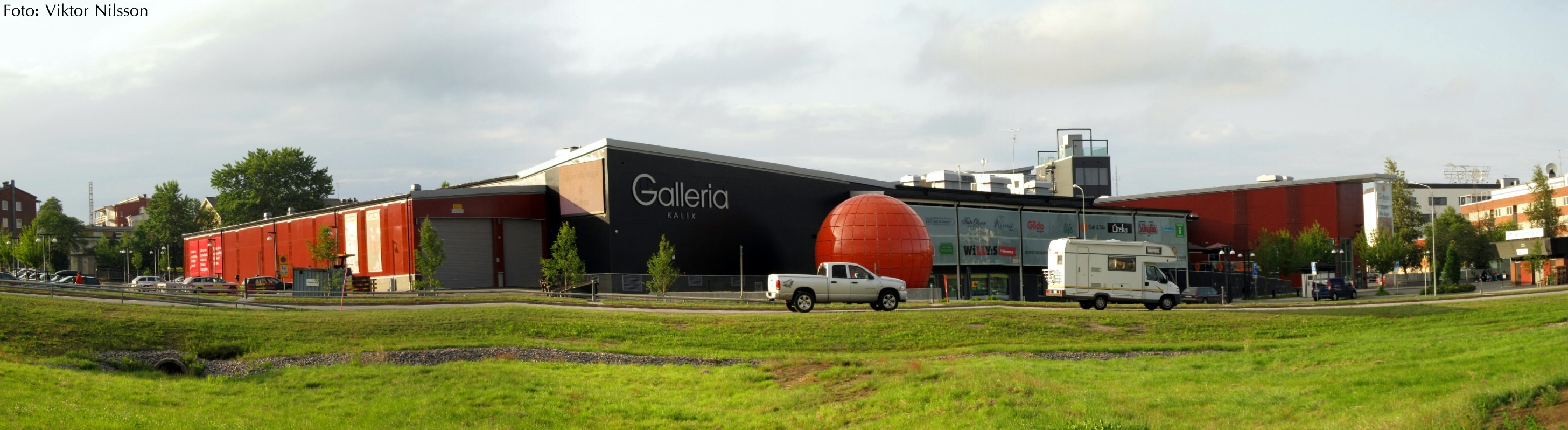
Efter kyrkan passerar man Gallerian och konstverket Löjromsbollen.
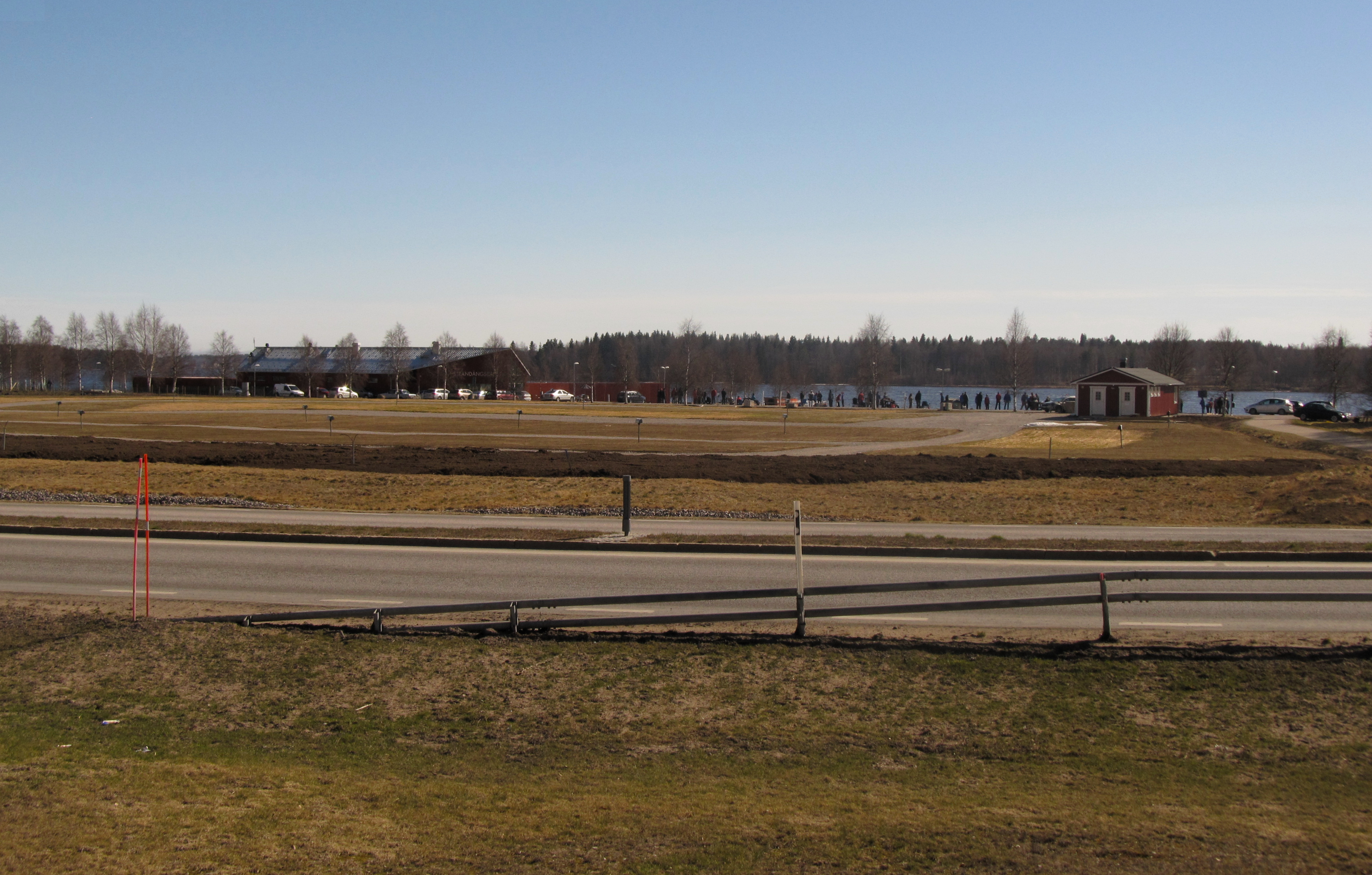
På Strandängarna finns idag Kalix Camping, Strandpromenaden, Strandängsbadet och en boulebana.
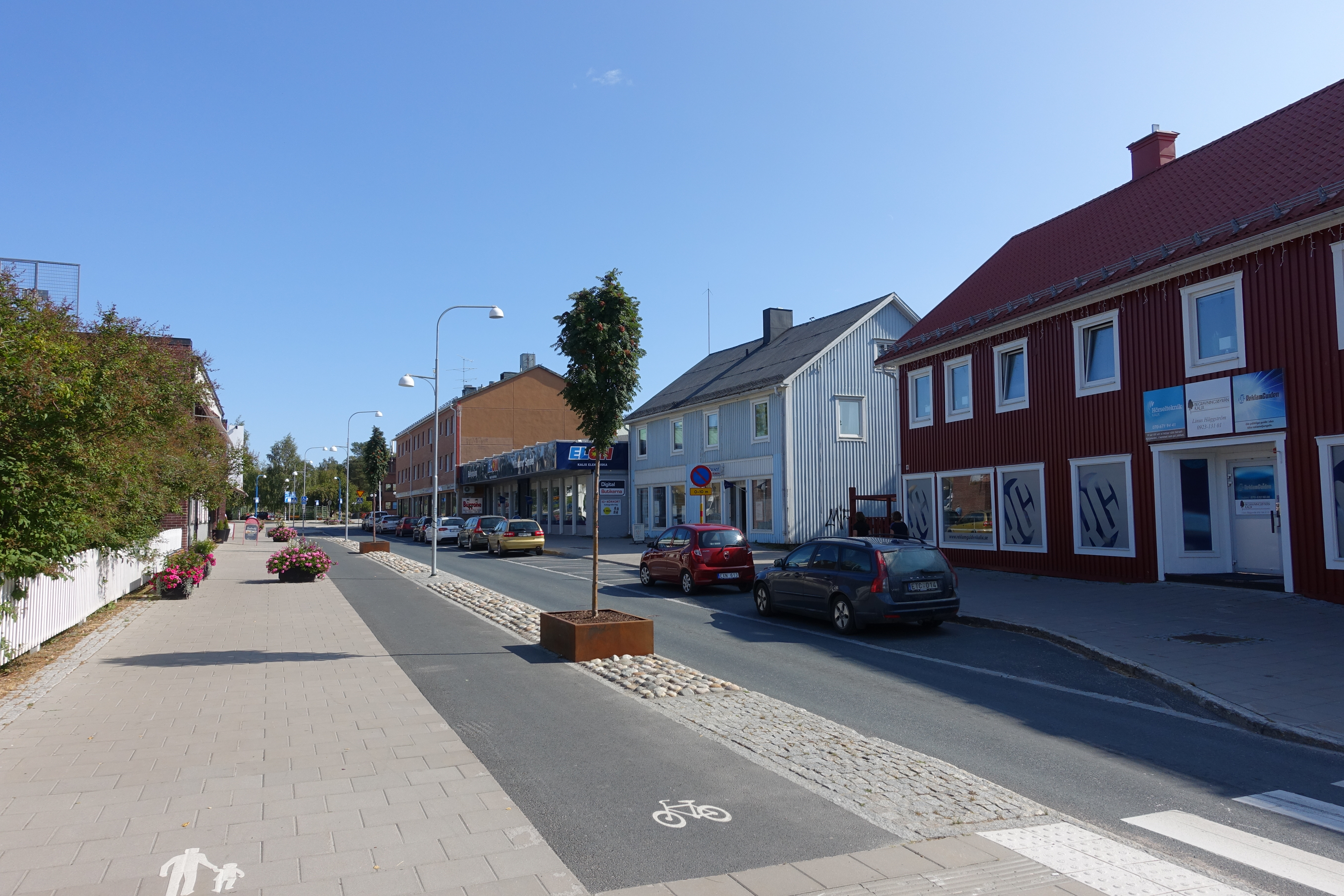
Köpmannagatan, Kalix centrum år 2019.
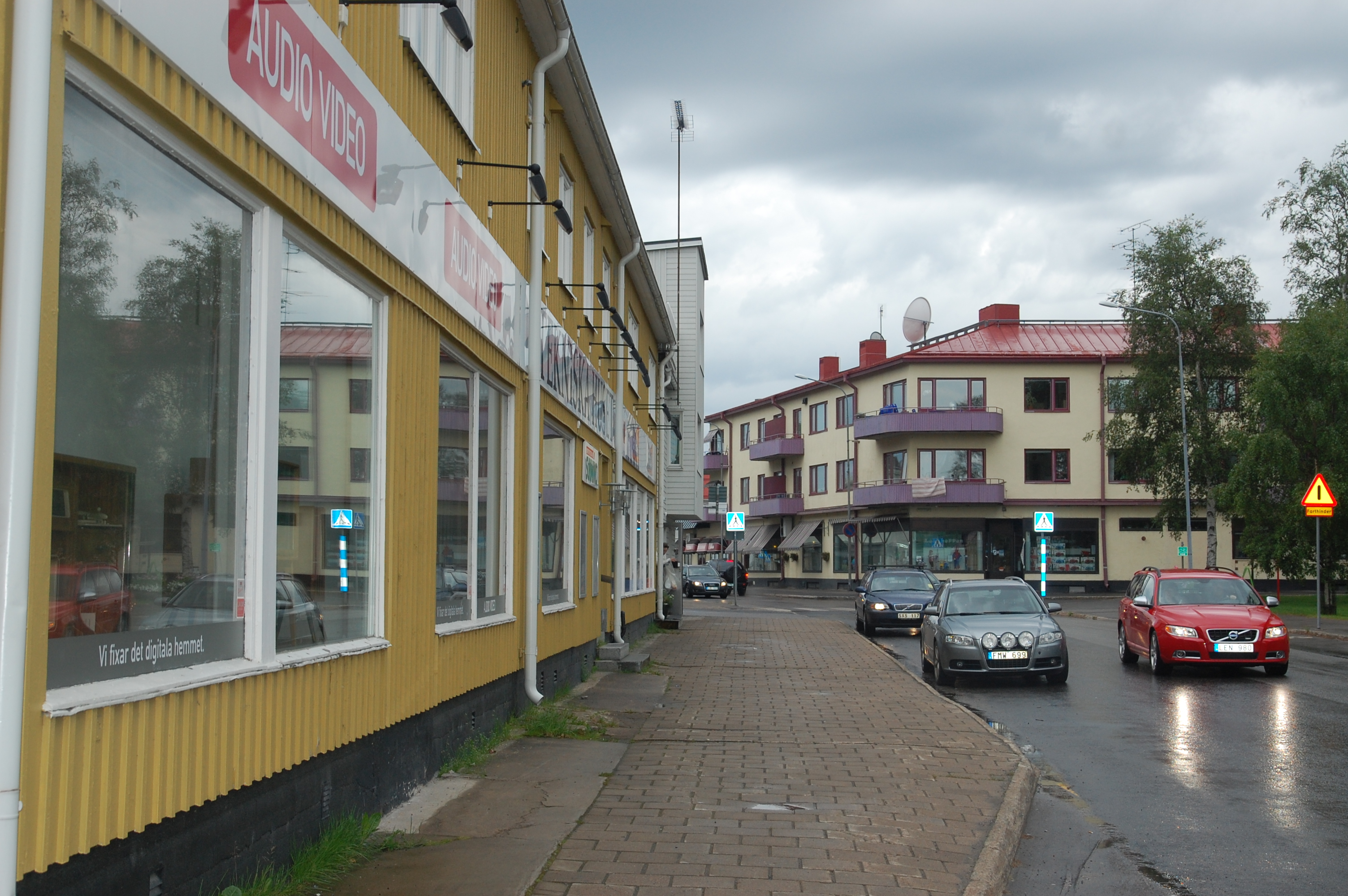
Köpmannagatan år 2012 i riktning mot Kalix kyrka.
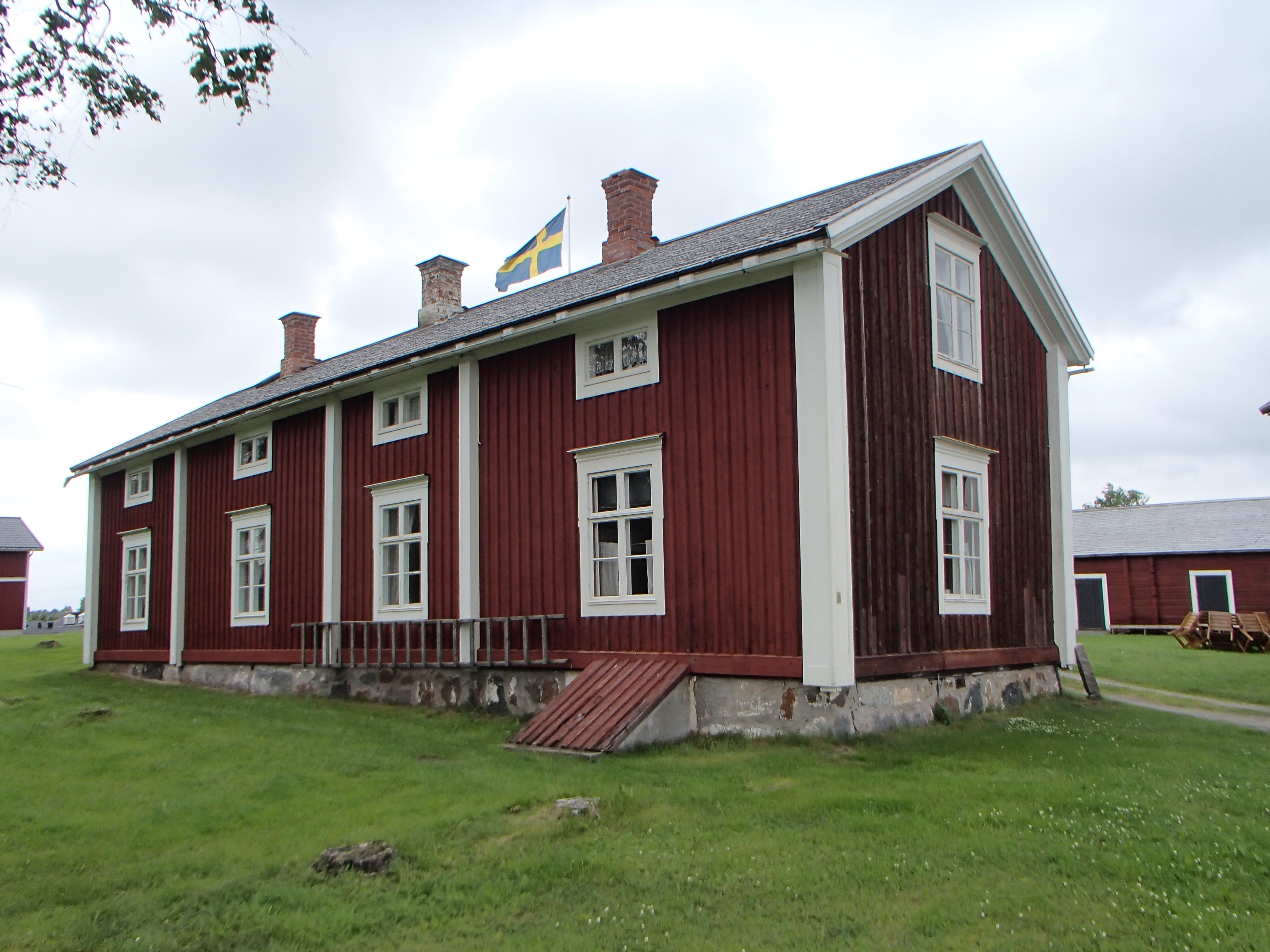
Englundsgården

### Parker
I Kalix finns det även några mindre parker som parken Grodparken. Vid busstationen finns också en park kallad Nytorget, med staty och fontän. Vid kommunhuset finns det även ett grönområde med sittplaster och fontän.

## Kommunikationer

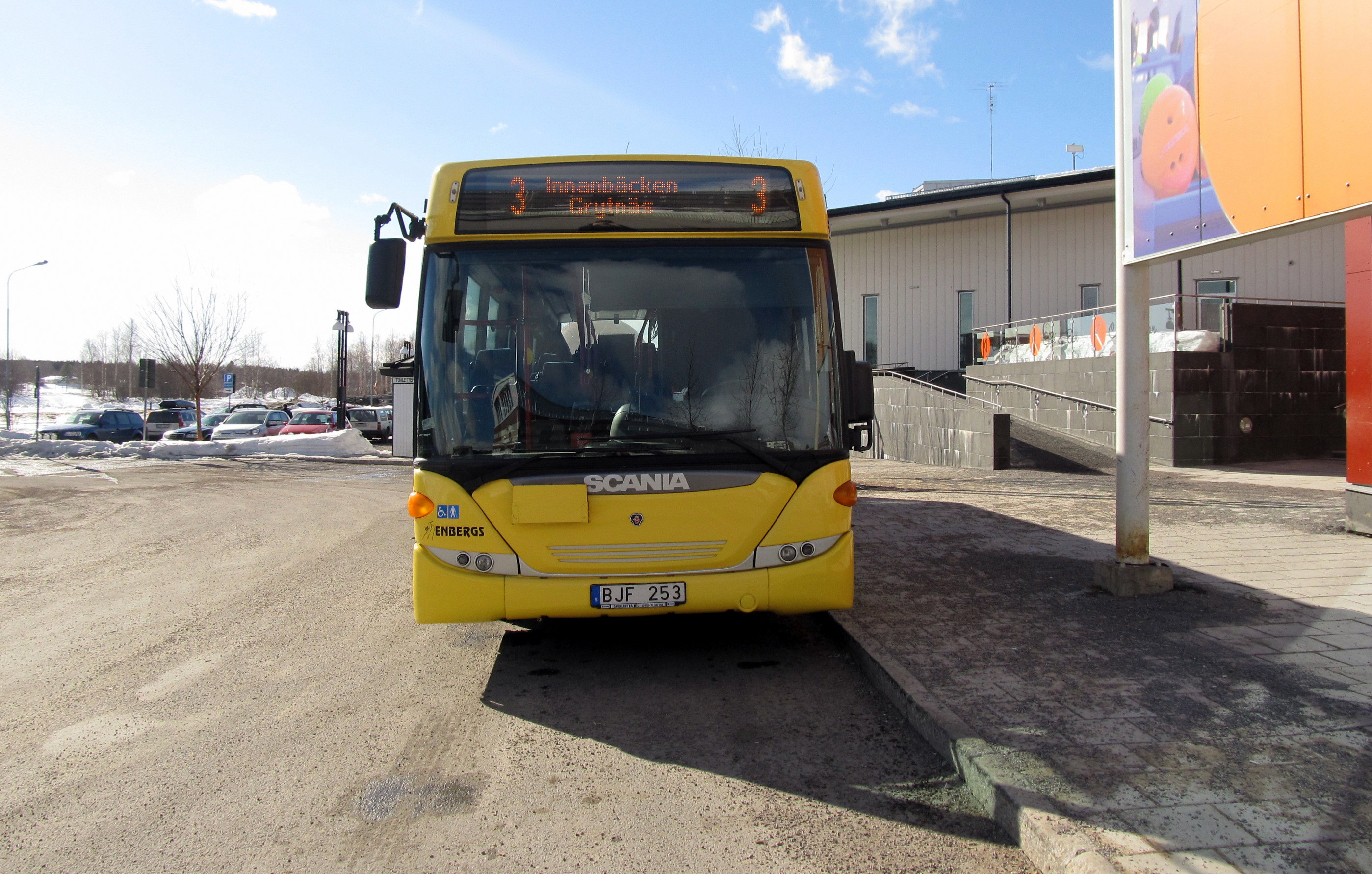
Buss för Kalix Lokaltrafik utanför Gallerian.

Haparandabanans nya sträckning går via Kalix. Stationen Kalix resecentrum öppnades för persontrafik med tåg den 1 april 2021.
Lokalbusstrafiken körs av Kalix Lokaltrafik. Dessutom trafikerar Kustbussen Norrlandskusten orten med linje 100 Sundsvall–Haparanda.
Kalix genomkorsas i öst-västlig riktning av E4. För att ta sig över Kalixälven åker man över den nuvarande Kalixbron som funnits där sedan 2021 och som förbinder centralorten med Rolfs. Den nuvarande bron ersatte den förra bron från 1957 som gick bredvid på samma plats.

## Näringsliv

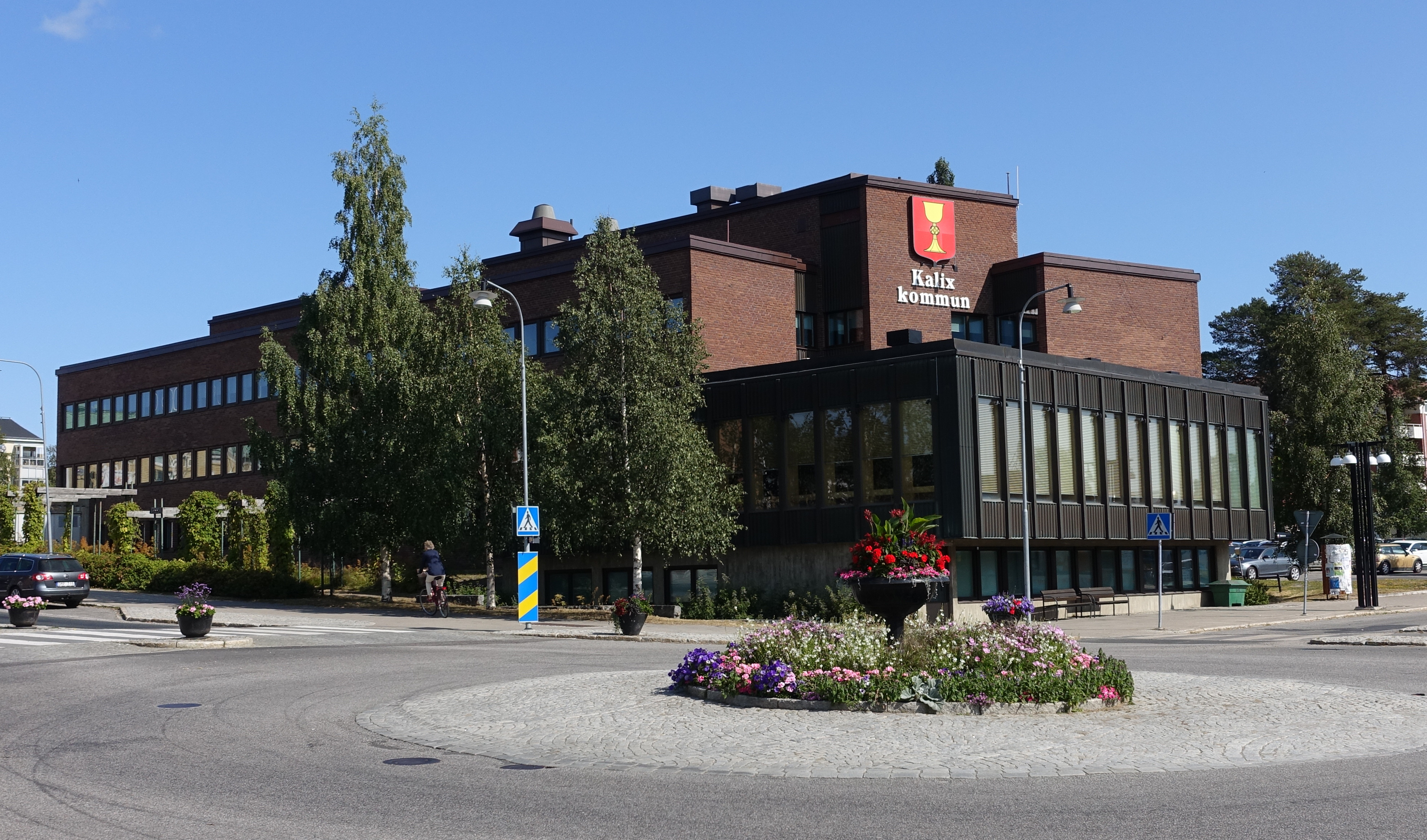
Kalix kommunhus. Kommunen är den största arbetsgivaren på orten.

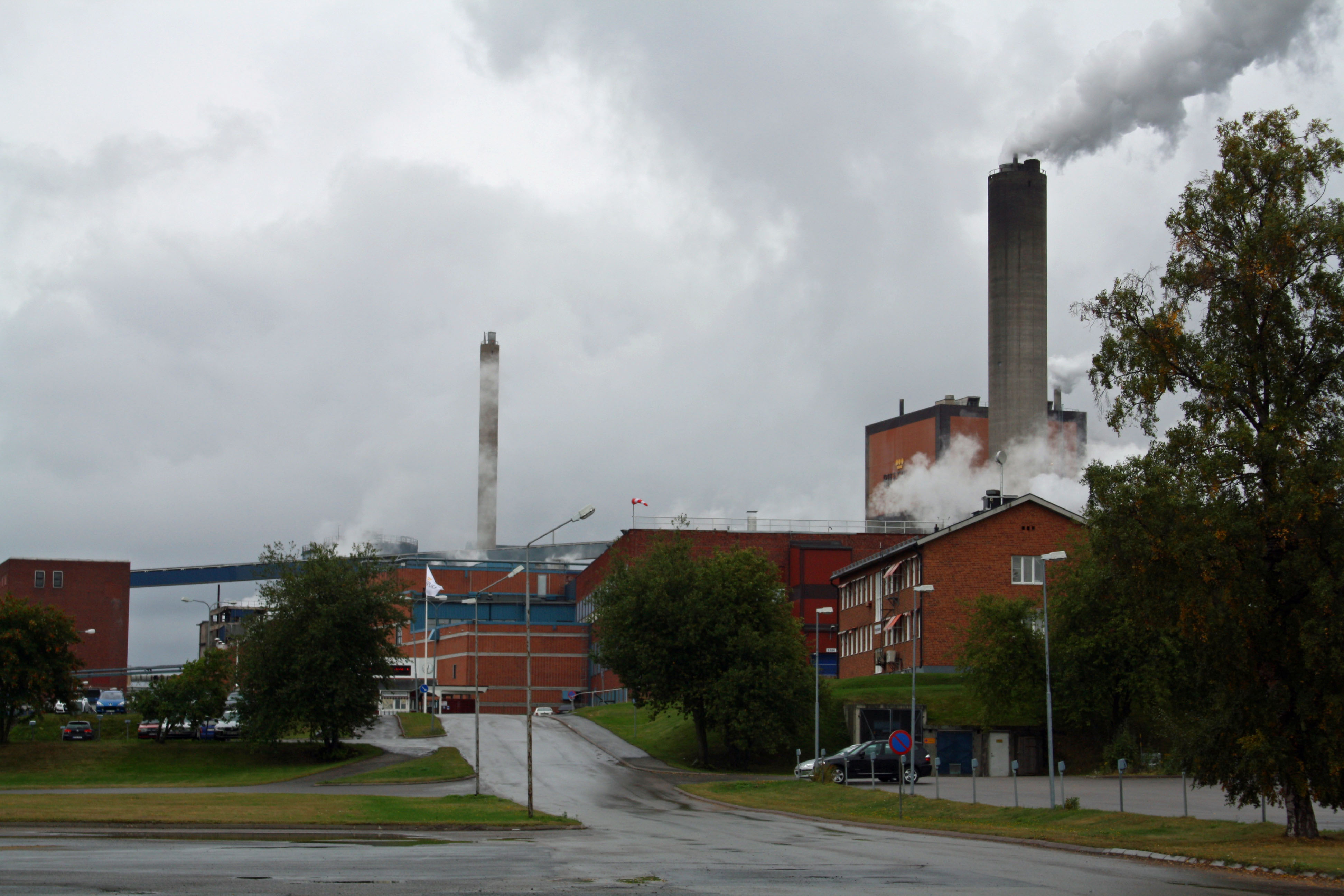
Billerud Korsnäs massafabrik och pappersbruk i Karlsborg

Stora privata företag i eller nära tätorten Kalix är Billerud Karlsborg AB (1 mil öster om Kalix), Part AB, Kalix Tele 24 AB och det 1921 grundade Rolfs såg och hyvleri AB, tidigare Setra Rolfs. Sågverket ägs och drivs sedan 2020 – tillsammans med Glommers Timber i Glommersträsk – av det familjeägda Stockhult Holding.
| Arbetsgivare                                        | Antal anställda |
| --------------------------------------------------- | --------------- |
| Kalix kommun (offentlig arbetsgivare)               | 1 712           |
| Kalix sjukvårdsförvaltning (offentlig arbetsgivare) | 489             |
| Billerud Karlsborg AB (pappers- och massaindustri)  | 430             |
| Part AB (prefabricerade badrum)                     | 242             |
| Kalix Tele 24 AB (tjänsteföretag, callcenter)       | 131             |
| Samhall AB (servicepartner, elektronikproduktion)   | 125             |
| Rolfs såg och hyvleri AB (såg- och trävaror)        | 80              |
| HT Svarv AB (tillverkning)                          | 69              |
| Borö-pannan AB (ackumulatortankar)                  | 66              |
| MedHelp AB (sjukvårdsrådgivning)                    | 57              |
| Kalix Naturbruksgymnasium (utbildning)              | 50              |
| Johannisbergs ungdomshem (ungdomsvård)              | 43              |
| Coop Forum (livsmedel)                              | 41              |
| Polismyndigheten i Norrbotten (polis)               | 38              |

### Bankväsende
Nederkalix sockens sparbank grundades 1864. Den uppgick 1975 i Länssparbanken Norrbotten som senare blev en del av Swedbank.
Norrbottens enskilda bank öppnade ett kontor i Nederkalix år 1899. Denna bank uppgick 1903 i Hernösands enskilda bank som senare blev en del av Svenska Handelsbanken. I september 1995 öppnade även Nordbanken ett kontor i Kalix.
Swedbank och Handelsbanken har alltjämt kontor i Kalix.

## Utbildning i Kalix

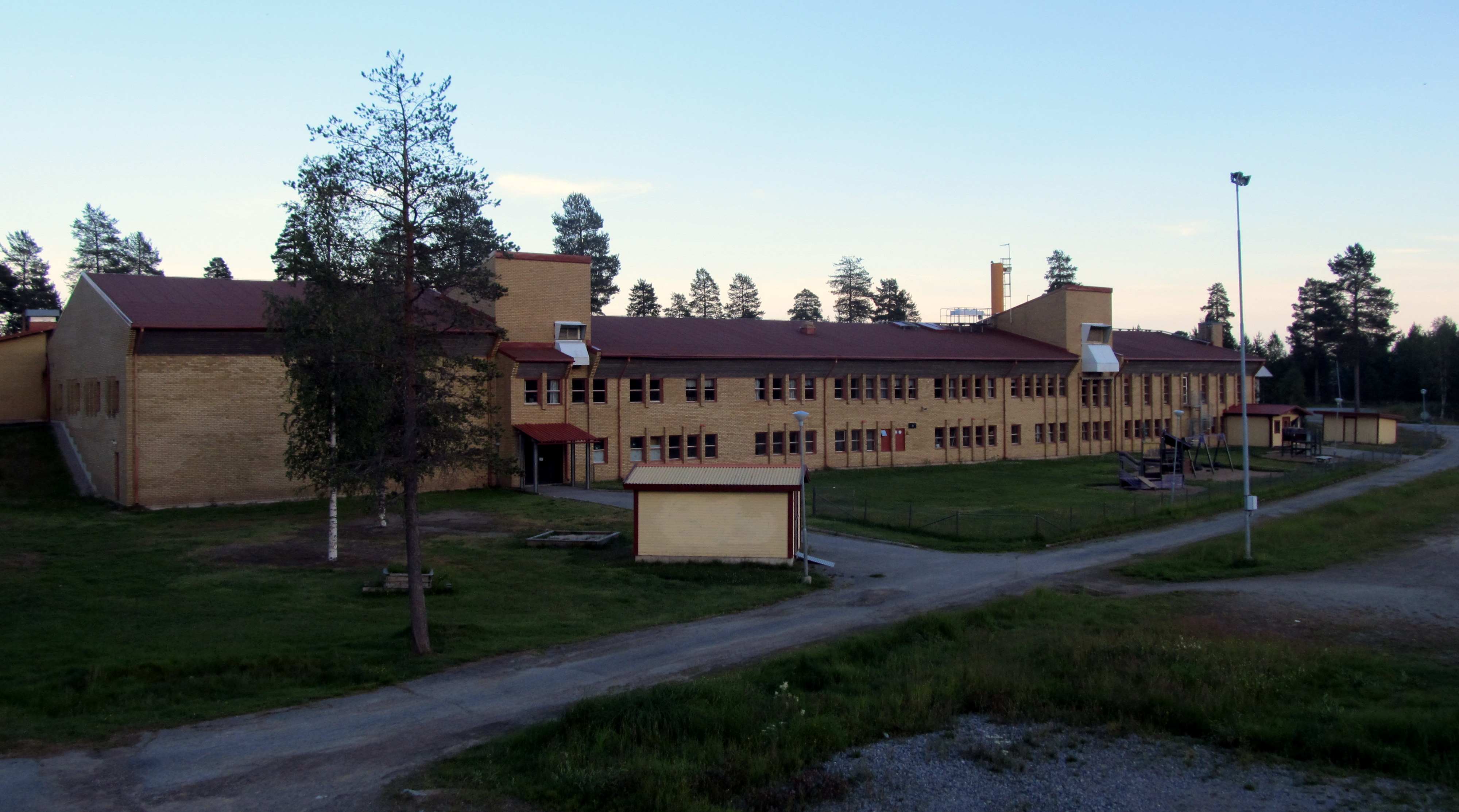
Djuptjärnsskolan.

Inom Kalix tätort finns flera skolor. Kalix Kulturskola undervisar och lär ut inom teater-, dans- och musikområdet inom de olika skolorna i Kalix, och för övriga intresserade. År 2014 renoverades Kulturskolan och man samlade alla sina verksamheter inom samma lokal som invigdes under det nya namnet Kalix Kulturcentrum den 14 november 2014. Samhällsmediaprogrammet på Furuhedsskolan genomgick också en flytt till dessa nya lokaler, som innan dess hade huserat i den f.d stabsbyggnaden på Furuhedsvägen i Kalix.
Det finns även studieförbund såsom ABF, Studieförbundet Vuxenskolan, Studiefrämjandet med flera. Kalix folkhögskola bedriver även utbildning. Det finns även kommunal vuxenutbildning.

### Grundskolenivå
Följande skolor finns på grundskolenivå:
- Innovitaskolan - F-9 skola
- Centrumsskolan - en skola byggd på 1940-talet och som byggdes ut 1999 och 2018.[39] Skolan hette tidigare Östra skolan.[40] 2017 hade skolan 237 elever,[41] 2020 var elevantalet 201 stycken.[42]
- Djuptjärnsskolan - en skola öppnad 1978.
- Näsbyskolan - en skola som byggdes på 1970-talet.[43]

### Högstadienivå

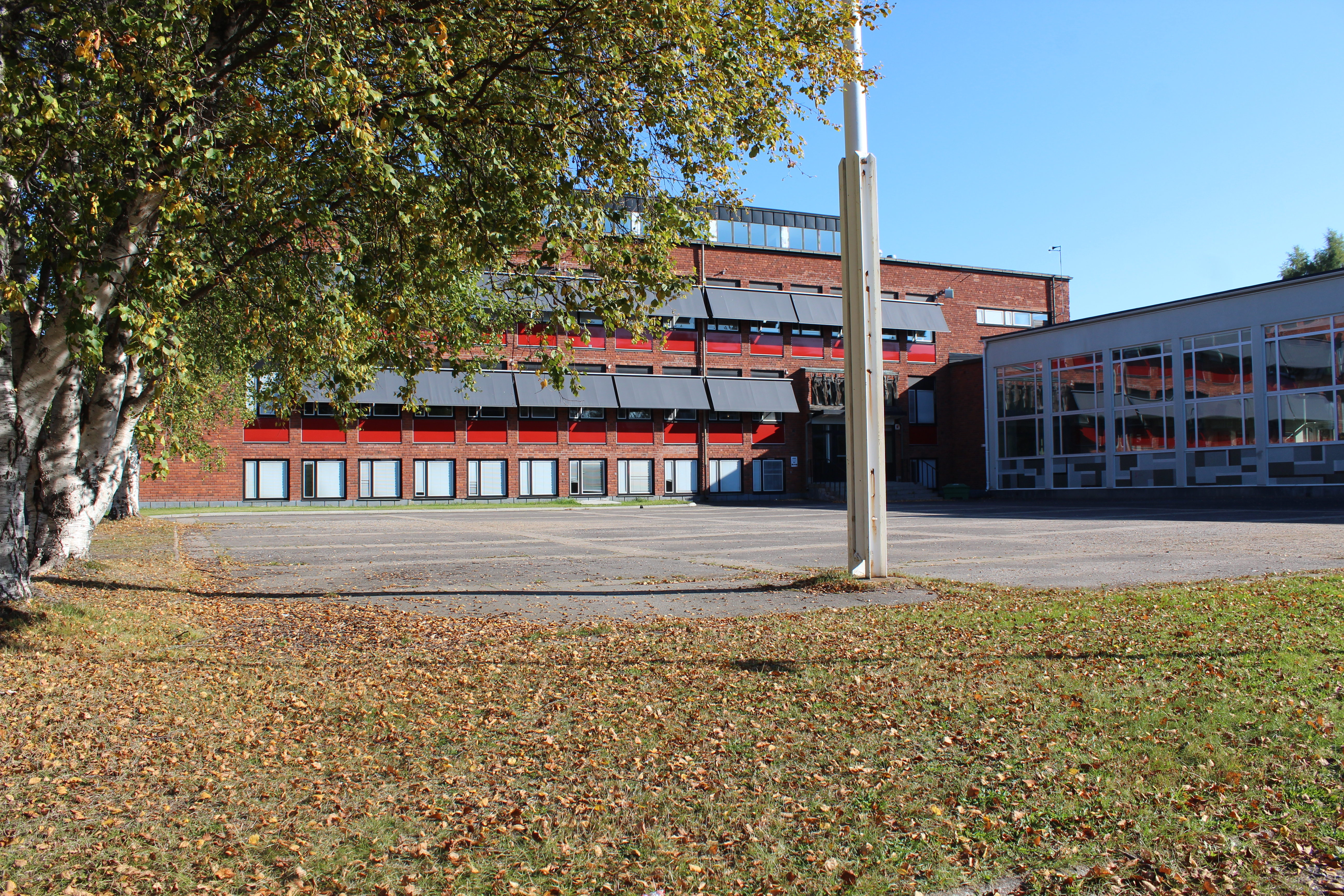
Manhemsskolan i Kalix.

På högstadienivå för årskurs 7-9 finns:
- Manhemsskolan
- Innovitaskolan

### Gymnasienivå
På gymnasienivå finns Furuhedsskolan, där Kalix Naturbruksgymnasium ingår sedan 2016. 

### Skolhistorik
Tidigare har följande skolor funnits i centrala Kalix:
| Namn                    | Ort    | Byggnaden             | Öppningsår | Nedlagd          | Noteringar |
| ----------------------- | ------ | --------------------- | ---------- | ---------------- | --- |
| Folkskolan              | Kalix  | 1850-1990             | 1856       | Före 1990-talet. | Skolan var tidigare en klockargård i Kalix. 1856 började skolverksamheten och Robert Häggström från Piteå blev sockens första folkskollärare. |
| Nederkalix Samrealskola | Kalix  | 1899-1960-tal         | 1899       | 1950-tal         | Realskolan upphörde och försöksgymnasium infördes i den då nybyggda Manhemsskolan. På platsen finns idag Kalix Sportcity.                     |
| Västra Skolan           | Kalix  | 1920-tal, ev tidigare | Okänt      | Mitten 1980-tal  | Byggnaden stod vid det gamla busstorget i Kalix. På skolans plats står idag äldreboendet Torggården.                                          |
| Näsby folkskola         | Näsbyn | 1920-tal              | 1920-tal   | 1970-talet.      | Skolverksamheten flyttade över till nuvarande Näsbyskolan när den byggdes på 1970-talet.                                                      |

## Kultur- och nöjesliv

### Musik
Personer från Kalix som verkar/verkat inom musikens värld är bland andra Janåke Bondesson, Vera Vinter, Baskery och Peter Karlsson. Karlsson skrev år 1995 den officiella sången för ishockey-VM, "Den glider in" där Nick Borgen sjöng tillsammans med spelarna. Karlsson har även skrivit många andra låtar till olika artister. Thores Trio var en grupp som var verksam under många år, närmare bestämt 62 år, samt gruppen Folket i ton. Förr i tiden var det vanligt att det spelades musik och var dans ute på ön Sandgrynnan.
I nutid är Kalix sommarkalas ett evenemang sedan år 2023 med musik som lockar många till att besöka orten. Dess föregångare har varit Sommarfesten/Kalixdagarna/Kalixveckan. Sedan 2024 anordas även Kulturkalaset som är ett nytt evenemang som bjuder på kulturupplevelser, och en del musik och uppträdanden. Tidigare fanns nöjesevenemanget Kalix Kulturnatta som arrangerades i början av sommaren. Evenemanget hade premiär år 2011 och anordnades för sista gången sommaren 2019. Evenemanget blev vilandes till följd av restriktioner på grund av Coronapandemin som utbröt 2020.

### Kalix i film och TV

#### Film
Filmen Frostbiten spelade bland annat in scener på Manhemsskolan, Kalix sjukhus och vid Töre kyrka. Filmerna Så som i himmelen och uppföljaren Så ock på Jorden har båda haft Kalix som en av sina inspelningsplatser där även Töre kyrka har fått vara med, och haft en central roll i filmen. Kalix prästgård syns även i filmen från 2004.
Fler filmer som har spelats in i Kalix är:
- Järngänget[59]
- Populärmusik från Vittula[59]

#### TV-serier
TV-serien Björnstad har bland annat filmat scener i Manhemsskolan, samt i Karlsborg. Sommaren 2020 spelade TV-serien Expedition Robinson in avsnitt för säsong 20 på ön Halsön/Kallskär, där det ena laget hade sitt läger.

### Teater
Teater i Kalix brukar anordnas bland annat i Kalix Folkets hus av Kalix Riksteaterförening. Under många år fanns teaterföreningen Bröt(1997-2020) som anordnade bland annat teater ute på ön Vassholmen under många år. Bröt höll annars till de sista åren i den gamla Missionskyrkan vid Tallhedsgatan.

## Idrott

### Större idrottsanläggningar
- Furuvallen
- Stureplan
- Part Arena
- Kalix IP
- Kalix skidstadion

#### Kalix Sportcity
Kalix Sportcity, även kallad för sporthallen är en kommunal anläggning med gym, badhus och idrottshallar. Arkitekt var Göte Lundström. Förr var det också vanligt att många artister uppträdde där, bland andra Marie Fredriksson 1982. En dag i juni 2012 var byggnaden minuter ifrån att bli övertänd från en brand som startade i damernas bastu. Branden släcktes och hela anläggningen hölls stängd ett par dagar. Under 2021 blev A-hallen i SportCity tillfälligt omgjord till vaccinationslokal mot covid-19.
På platsen där sporthallen byggdes fanns förut Nederkalix Samrealskola fram tills att den revs på mitten av 1950-talet, då Manhemsskolan (f.d Centralskolan) stod klar, och realskolan som skolform upphörde.

#### Kalix skidstadion

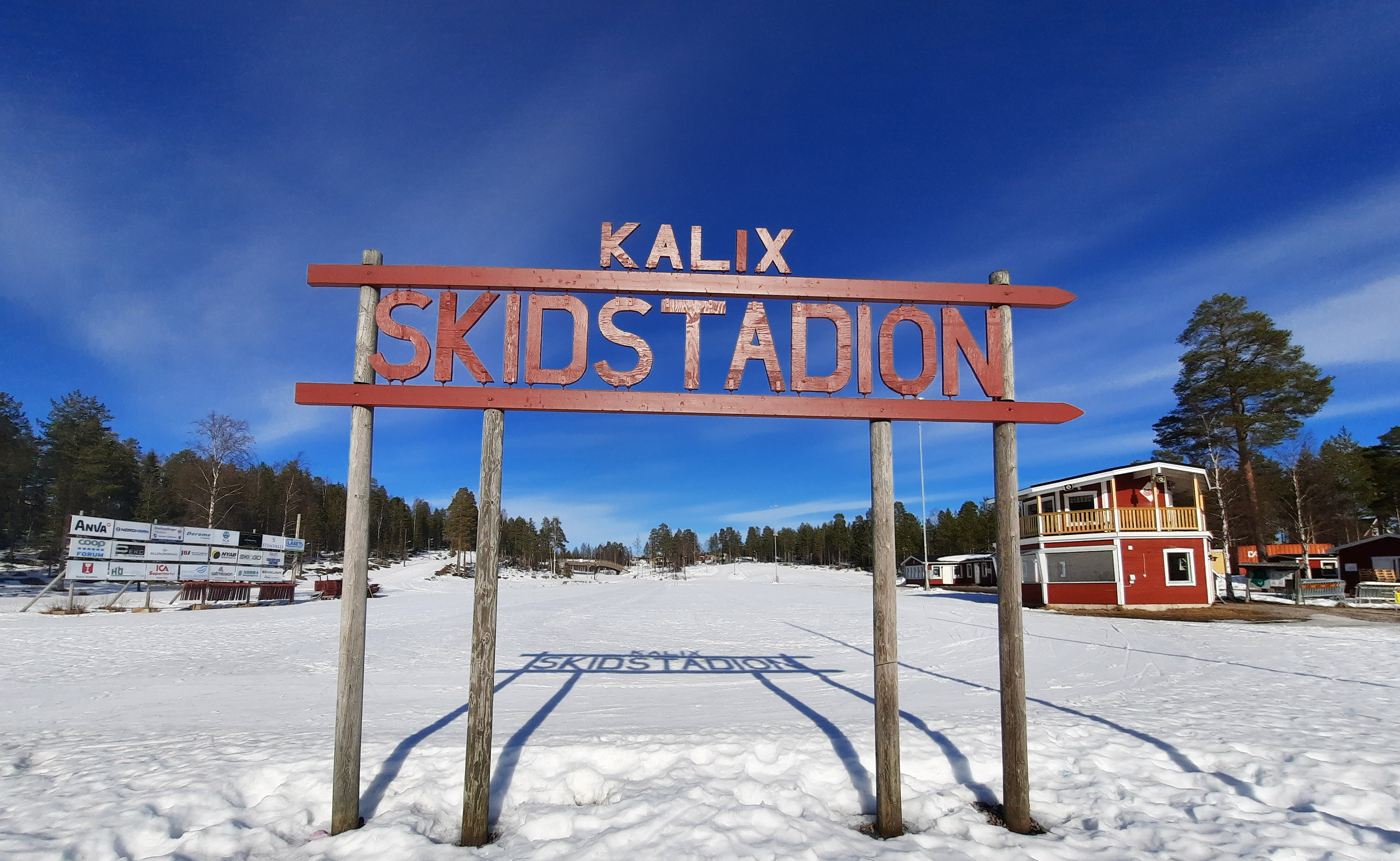
Kalix skidstadion.

Kalix Skidstadion är en skidstadion i Kalix i området Djuptjärn. Delar av Skid-SM 2015 arrangerades i Kalix, och avslutningen av Svenska mästerskapen i längdskidåkning 2021 och 2023 arrangerades i Kalix. Senast orten fick stå värd för avslutningen var år 2025.

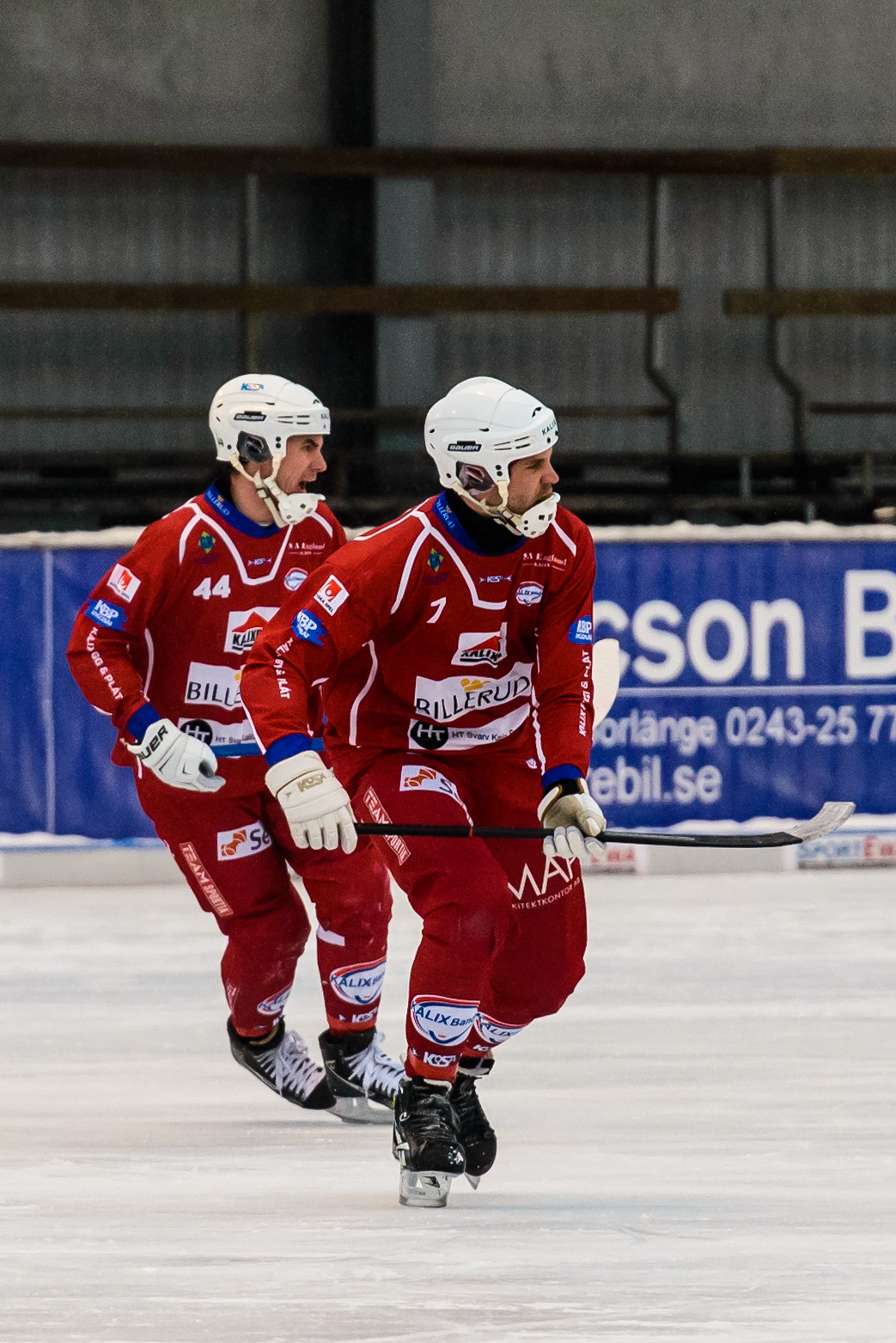
Kalix Bandy-spelare i Allsvenskan 2012/2013.

### Idrottsföreningar
Ett urval av idrottsrelaterade föreningar i Kalix: 
- Kalix Bandy, ursprungligen bildad år 1990.
- Kalix Basket, grundad 1974, återuppstartat 2017.
- Kalix HC, bildad 1999. [77]
- Kalix Handbollsklubb, bildad år 2004. [78]
- Kalix Golf
- Team Kalix IBK (Innebandyklubb), bildad 1984.[79]
- Kalix Sportfiskeklubb, bildad 1973.[80]
- Kalix Jujutsuklubb, bildad 1991.[81]
- Kalix SK (Skidklubb), bildad 1979.[82]
- Kalix Alpina klubb, bildad 1981.[83]
- Kalix Bouleklubb, bildad 1993.[84]
- Nyborgs Boulesällskap, bildat 2011. [85]
- IFK Kalix, bildad 1921.[86]
- Pålänge GIF, bildad 1942.[87]
- Assi IF
- Kalix Ryttarförening, grundat 1987. [88]
- Kalix Kennelklubb, grundad 2009.[89]
- Kalix Runners
- Kalix Bugg & Swingsällskap